# Faruk (Film)
Faruk ist ein Spiel- und Dokumentarfilm-Hybrid von Aslı Özge aus dem Jahr 2024. Das Werk handelt von Gentrifizierung und einer komplexen Vater-Tochter-Beziehung. Die Uraufführung der internationalen Koproduktion zwischen Deutschland, der Türkei und Frankreich erfolgte Mitte Februar 2024 bei der 74. Berlinale.

## Handlung
Aslı Özge plant einen Film über den drohenden Abriss des Wohnblocks ihres Vaters Faruk in Istanbul zu drehen. Der über 90-jährige Mann wird zusehends zur Hauptfigur. Es entspinnt sich eine komplexe Vater-Tochter-Beziehung.

## Veröffentlichung
Die Weltpremiere von Faruk fand am 17. Februar 2024 bei den Internationalen Filmfestspielen Berlin statt. Dort wurde das Werk in die Sektion Panorama aufgenommen. Özge war bereits 2013 mit Hayatboyu (Lifelong) und 2016 mit Auf einmal in dieser Sektion vertreten.

## Auszeichnungen
Im Rahmen seiner Aufnahme in die Panorama-Sektion der Berlinale 2024 ist Faruk automatisch für den Panorama Publikumspreis nominiert. Auf dem Festival wurde das Werk mit dem FIPRESCI-Preis als bester Beitrag des Panoramas ausgezeichnet.